# Chessel
Chessel é uma comuna da Suíça, situada no distrito de Aigle, no cantão de Vaud. Tem 3,57 km² de área e sua população em 2018 foi estimada em 426 habitantes.